# Идеальное убийство
«Идеальное убийство» (англ. A Perfect Murder) — американский художественный фильм в жанре криминального триллера режиссёра Эндрю Дэвиса, вышедший в 1998 году. Снят по пьесе «Телефонный звонок» Фредерика Нотта.

## Сюжет
Стивен Тейлор — менеджер хедж-фонда Уолл-Стрит, чьи инвестиции и спекуляции позволяют ему вести образ жизни высшего класса со своей гораздо более молодой женой Эмили (Гвинет Пэлтроу). К сожалению, его рискованные инвестиции разваливаются; чтобы облегчить финансовое давление и сохранить свой статус, Стивену понадобится личное состояние его жены, примерно 100 миллионов долларов. Однако у Эмили роман с художником Дэвидом Шоу (Вигго Мортенсен), и она подумывает о том, чтобы уйти от мужа.
Стивен не только знает о романе; он также раскрыл грязное прошлое Дэвида — бывшего заключённого, имеющего долгую историю обмана богатых женщин и присваивания их денег. Стивен встречается с Дэвидом, показывая, что знает его истинную личность и прошлое, а затем предлагает $500,000 наличными за убийство своей жены. Сначала Дэвид не хочет иметь ничего общего с планом, утверждая вместо этого, что Эмили и он влюблены. Стивен тогда напоминает Дэвиду, что у него уже на счету два преступления и что третьего ареста будет достаточно, чтобы отправить его в тюрьму на 15 лет без права условно-досрочного освобождения.
Стивен уже изложил подробный план, чтобы обеспечить ему твёрдое алиби. Он спрячет ключ Эмили у черного входа в свою квартиру, затем отправится играть в карты в кругу знакомых, во время которой его жена обычно остаётся дома и принимает ванну. Дэвид, снабженный подробными сведениями о том, как расположены камеры видеонаблюдения в дорогом жилом комплексе Тейлоров, должен пробраться незамеченным в квартиру и убить Марго, чтобы это выглядело как будто она застала вора и он спонтанно убил её.
На следующий вечер, когда Эмили приходит домой, Стивен вынимает ключ из её связки, прячет его, как и планировалось, и уходит. Той ночью Стивен делает перерыв в своей карточной игре и набирает на мобильном автоматический номер банка, одновременно с другого телефона звонит домой. Эмили выходит из ванны, чтобы ответить на телефонный звонок, но на кухне на неё нападает неизвестный в маске; Стивен слушает звуки их борьбы, во время которой ей удаётся убить нападавшего, ударив его в шею случайно оказавшимся по рукой термометром для мяса.
Позже Стивен возвращается, ожидая, что Эмили будет мертва, но вместо этого находит наёмного убийцу мёртвым на кухне. Он быстро достает ключ из кармана убийцы и вставляет его обратно в брелок Эмили. Прибывает полиция во главе с детективом Караманом (Дэвид Суше). Они снимают маску с лица нападавшего, это оказывается не Дэвид. Детектив замечает, что Стивен удивлён и напряжен. Стивен отвозит Эмили в дом её матери, откуда она пытается позвонить Дэвиду (который наблюдал за телом, выносимым в ночь убийства, и предположил, что это была она). Стивен замечает, что телефонная линия в комнате Эмили используется, и нажимает повторный набор, как только она засыпает, чтобы обнаружить, что она звонила Дэвиду. Позже Дэвид звонит Стивену, включает запись их предыдущего разговора и требует оставшиеся деньги, угрожая передать запись в полицию.
Эмили в слезах говорит матери, что не собирается идти домой со Стивеном, так как решила оставить его. Позже она идёт к своей лучшей подруге Ракель, и за кофе они обсуждают причины, по которым Стивен мог бы желать ей смерти. Ракель предположила, что деньги могли бы быть главной причиной, но, учитывая своё финансовое положение, Эмили, должно быть, настояла на брачном договоре. Эмили признаётся, что отказалась от заключения договора, поэтому, если она умрёт, муж унаследует около 100 миллионов долларов. Вскоре после этого Эмили, используя свои связи, узнаёт о серьёзных финансовых проблемах Стивена. Затем она посещает детектива, где он говорит, что много раз просматривал её дело, и его беспокоит только одно: что у мёртвого нападавшего не было ключа.
Эмили идёт в их дом на Манхэттене и пытается войти в парадную дверь, но её ключ не подходит. Она спускается к швейцару и спрашивает, поменял ли Стивен замки. Это побуждает её пойти в квартиру мёртвого нападавшего, чтобы обнаружить, что её ключ открывает его дверь. Эмили требует от мужа объяснения этого факта и его финансовых проблем. К её изумлению, он разоблачает грязное прошлое Дэвида и обвиняет его в том, что он — шантажист, обманывающий её и угрожающий ему. Увидев на кухне тело нападавшего, он решил, что это Дэвид, и вынул ключ из кармана, чтобы никоим образом не выдать Эмили.
Забрав наличные из своей ячейки в хранилище, Стивен идёт на чердак Дэвида и находит записку с указанием встретиться в общественном месте. Звонит телефон, и Стивен берёт трубку, думая, что это Дэвид, но это агент, подтверждающий билет Дэвида на поезд. Стивен встречает Дэвида в парке и вручает деньги; тот дает ему плёнку с записью и затем уезжает, чтобы сесть на поезд в Монреаль. Оказавшись в купе и чувствуя себя в безопасности, он открывает дверь ванной; Стивен бросается и наносит ему удар ножом, забирая пистолет Дэвида и свои деньги. Умирающий Дэвид смеётся последним, потому что он послал ещё одну копию записи Эмили. Стивен мчится домой, чтобы попытаться забрать посылку первым. В квартире он находит почту ещё нераспечатанной, пока Эмили находится на террасе. Он прячет деньги и кассету в сейф, прежде чем она входит в комнату.
Думая, что все проблемы позади, Стивен принимает душ, одевается к ужину, но Эмили предлагает остаться дома. Она просит мужа заменить замок, так как всё ещё не нашла свой ключ. Эмили делает вид, что уходит, чтобы забрать еду на ужин. Стивен идёт к служебному входу, где он первоначально оставил ключ для Дэвида, находит его и понимает, что убийца положил ключ обратно сразу после того, как открыл дверь. Эмили обнаруживает его, показывая, что теперь она знает всё, найдя запись в сейфе, так как комбинация замка — дата их свадьбы. Стивен пытается найти оправдание, но Эмили говорит, что всё кончено, и собирается уйти. Стивен тогда нападает на неё, и в борьбе она стреляет в мужа из пистолета Дэвида и убивает его. Приезжает полиция, и Эмили включает запись Дэвида. Она подробно описывает всё произошедшее, и детектив Караман соглашается с её версией.

## В ролях
- Майкл Дуглас — Стивен Тейлор
- Гвинет Пэлтроу — Эмили Тейлор
- Вигго Мортенсен — Дэвид Шоу
- Сарита Чоудхури — Ракель Мартинес
- Майкл Моран — Бобби Феин
- Новелла Нельсон — посол Элис Уиллз
- Констанс Тауэрс — Сандра Брендфорд
- Уилл Лиман — Джейсон Гейтс
- Маив МакГуайр — Энн Гейтс
- Дэвид Суше — Мохамед Караман

## Съёмки
- Слоган фильма — «Муж. Жена. Любовник. Опасная измена. Идеальное убийство». (англ. Husband. Wife. Lover. A Dangerous Affair. A Perfect Murder.)
- Фильм является ремейком ленты Альфреда Хичкока «В случае убийства набирайте «М»». Название «Идеальное убийство» является цитатой из этого фильма.
- Картины, выставленные в мастерской Дэвида Шоу, нарисовал сам Вигго Мортенсен. В том же году Мортенсен снялся ещё в одном ремейке фильма Альфреда Хичкока — «Психо». В обеих картинах он играет любовника главной героини, и в них есть преступление, связанное с одинаковой суммой — 400 тыс. долларов.

## Награды и номинации
| Год  | Результат | Награда или фестиваль           | Номинация                                            | Примечания                          |
| ---- | --------- | ------------------------------- | ---------------------------------------------------- | ----------------------------------- |
| 1999 | Победа    | ASCAP Award                     | Лучший кинокомпозитор в коммерчески успешных фильмах | Джеймс Ньютон Ховард                |
| 1999 | Победа    | Blockbuster Entertainment Award | Лучшая актриса в триллере                            | Гвинет Пэлтроу в роли Эмили Тейлор  |
| 1999 | Номинация | Blockbuster Entertainment Award | Лучший актёр в триллере                              | Майкл Дуглас в роли Стивена Тейлора |
| 1999 | Номинация | Blockbuster Entertainment Award | Лучший актёр второго плана в триллере                | Вигго Мортенсен в роли Дэвида Шоу   |
| 1999 | Номинация | Golden Trailer                  | Лучший триллер или фильм ужасов                      |                                     |

## Экранизации
- «В случае убийства набирайте „М“, 1954 год (реж. Альфред Хичкок).
- «Ошибка Тони Вендиса», 1981 год, (реж. Василе Брескану).